# Panaspis tancredi
Panaspis tancredi är en ödleart som beskrevs av  George Albert Boulenger 1909. Panaspis tancredi ingår i släktet Panaspis och familjen skinkar. Inga underarter finns listade i Catalogue of Life.